# Skogsbruksskola
Skogsbruksskola var en skolform som utbildade skogshuggare och maskinförare för skogsbruket. Skogsbruksskolorna startade i slutet av 1950-talet då skogsbrukets påbörjade mekanisering krävde bättre utbildad arbetskraft. Från början drevs skogsbruksskolorna i Skogsvårdsstyrelsens (nuv. Skogsstyrelsen) regi, men fick i och med gymnasiereformen 1971 landstinget som huvudman. I regel fanns det en skogsbruksskola i varje län, med länet som upptagningsområde. Från början fanns bara en ettårig skoglig grundutbildning (se yrkesskola), men 1971 startades gymnasieskolans tvååriga skogsbrukslinje. Många skogsbruksskolor fortsatte dock att erbjuda den ettåriga grundutbildningen för äldre elever med annan gymnasieutbildning. Både den tvååriga och ettåriga kursen gav behörighet för vidareutbildning till skogstekniker. I samband med omorganisationen av gymnasieskolan 1993 kom den grundläggande skogsutbildningen att ingå i naturbruksprogrammet. Flera av de mindre skogsbruksskolorna lades då ner och utbildningen samordnades med lantbruksskolorna till större naturbruksgymnasier med flera inriktningar. En del av de gamla skogsbruksskolorna lever dock kvar som naturbruksgymnasier med enbart skoglig inriktning, till exempel Sparresäter i Västra Götalands län och Helgesbo i Kalmar län.